# Zeppelin Over China
Zeppelin Over China è il 27° album in studio del gruppo musicale statunitense Guided by Voices, pubblicato nel 2019.

## Tracce
Tutti i brani sono stati scritti da Robert Pollard.

### Disco uno
1. Good Morning Sir – 1:09
2. Step of the Wave – 2:59
3. Carapace – 3:03
4. Send in the Suicide Squad – 2:06
5. Blurring the Contacts – 1:57
6. Your Lights Are Out – 3:25
7. Windshield Wiper Rex – 1:28
8. Holy Rhythm – 2:38
9. Jack Tell – 3:19
10. Bellicose Starling – 2:15
11. Wrong Turn On – 1:49
12. Charmless Peters – 3:20
13. The Rally Boys – 1:43
14. Think. Be a Man. – 2:31
15. Jam Warsong – 2:30
16. You Own the Night – 3:24

### Disco due
1. Everything's Thrilling – 2:12
2. Nice About You – 1:57
3. Einstein's Angel – 2:36
4. The Hearing Department – 3:18
5. Question of the Test – 2:59
6. No Point – 2:05
7. Lurk of the Worm – 3:01
8. Zeppelin Over China – 0:39
9. Where Have You Been All My Life – 1:48
10. Cold Cold Hands – 1:56
11. Transpiring Anathema – 2:02
12. We Can Make Music – 1:42
13. Cobbler Ditches – 1:48
14. Enough Is Never at the End – 1:13
15. My Future in Barcelona – 3:48
16. Vertiginous Rafts – 1:43

Durata totale: 34:47

## Formazione
- Robert Pollard – voce
- Doug Gillard – chitarra
- Bobby Bare Jr. – chitarra
- Mark Shue – basso
- Kevin March – batteria